# Музей хрусталя и керамики (Тегеран)
Музей хрусталя и керамики (перс. موزه آبگینه و سفالینه‎) также называется музеем хрусталя и гончарных изделий. Один из музеев Тегерана. Этот памятник был внесён в список национального наследия Ирана 27 апреля 1998 года под номером 2014. В музее представлены экспонаты из стекла и хрусталя, гончарные изделия и керамика.

## История
Здание музея, располагаясь на улице Ситир, относится к периоду Каджаров.
Этот комплекс с 1920 по 1950 годы был домом и местом работы Ахмада Кавам ас-Салтане.
В 1976 году Фарах Пехлеви выкупила это здание для открытия музея. Здание было отремонтировано австрийскими и иранскими инженерами.
Проектирование этого музея выполнялось иранскими инженерами и разработкой витражей и внутренней архитектурой музея занимался выдающийся австрийский архитектор и дизайнер Ханс Холляйн.

## Архитектура музея
При работе над музеем стекла Ханс Холляйн вдохновлялся иранскими памятниками истории, такими как дворец Тачара и колонны в Персеполисе, куб Зороастра и своды времен династии Сефевидов.
Здание музея восьмиугольной формы и расположено в саду площадью 7000 квадратных метров. Хорошо сохранившиеся изящные двери и окна напоминают архитектуру эпохи Сельджукидов.
По общему виду это здание представляет собой соединение иранской и европейской архитектур.
В музее стекла 2 этажа и 5 залов.

## Экспозиции
На первом этаже расположено два зала со стеклом и керамикой, относящиеся к доисламскому периоду Ирана, и в трёх залах на втором этаже представлены работы исламского периода.
Старейшими экспонатами являются стеклянные трубки, называемые также стеклянными цилиндрами, найденные в Чога-Занбиль и относящиеся ко второму тысячелетию до н. э.
На первом этаже также представлены древнейшие предметы керамики ручной работы, относящиеся к Парфянскому периоду истории Ирана. В Перламутровом зале музея представлены предметы керамики VIII-IX вв. из города Нишапур. В четвёртом (Золотом) зале находится посуда, украшенная почерком насх и насталик; на ней изображены лица монголов. В пятом (Пурпурном) зале можно найти керамику периода Ильханидов. Чем ближе к периоду Сефевидов, тем вещи становятся проще. В зале находятся кропильница для розовой воды, графин, стол Каджаров с семицветным рубином, украшенный изображением лиц героев Шахнаме.

## Посещение музея
Этот музей один из самых посещаемых музеев Тегерана и большинство посетителей — иностранные туристы. Ежегодно его посещают свыше 2 миллионов человек.

## Галерея
- Общий вид здания
- Интерьерные лестницы
- Второй этаж и зеркальный зал
- Витрины
- Керамический сосуд — XII-XIII век — Горган
- Керамический кувшин — XIII век — Горган
- Керамический кувшин — XIII век — Кашан
- Керамическая чаша — XI век — Нишапур
- Керамическая чаша — X-XI века — Нишапур
- Керамический кувшин — XII-XIII век — Рей